# Diana Barrymore
Diana Barrymore (Nueva York, 3 de marzo de 1921- Nueva York, 25 de enero de 1960) fue una actriz de cine, teatro y televisión estadounidense.

## Biografía
Nacida en Nueva York en el seno de una familia de destacados artistas, Diana era la hija del famoso actor John Barrymore y su segunda esposa, la poetisa Blanche Oelrichs. Luego sería hijastra de Dolores Costello y media hermana del actor John Drew Barrymore (sucesivamente casado con Jaid Barrymore, Cara Williams y Gabriela Palazzolo) y de Dee Dee. También era la sobrina de los artistas Lionel Barrymore, Ethel Barrymore y Harry Davenport. Y fue la tía de la actriz Drew Barrymore y de John Blyth Barrymore.
Sus padres se casaron el 15 de agosto de 1921, y ella nació tres meses después. El matrimonio tumultuoso de sus padres solo duró unos pocos años y se divorciaron cuando ella tenía cuatro años. Educada en París y en las escuelas de Nueva York, se crio con poco contacto con su padre, una situación que la enemistad de su madre hacia él agravó. Se educó, pues, con niñeras y en internados, miserias afectivas que sentaron las bases de sus posteriores alcoholismo, drogadicción y suicidio.

## Carrera
En su adolescencia, Barrymore decidió estudiar actuación y se matriculó en la American Academy of Dramatic Arts. Debido a la importancia del nombre de Barrymore en el mundo del teatro, su movimiento en el escenario comenzó con mucha publicidad. A los 19 años, hizo su debut en Broadway y al año siguiente hizo su primera aparición en el cine con un pequeño papel en una producción de Warner Bros. En noviembre de 1938, David O. Selznick le dio a Diana una prueba de pantalla para la representación de "Scarlett O'Hara" en Lo que el viento se llevó. Aunque no consiguió el papel, al año siguiente estaba haciendo una función de verano en Maine por $10 a la semana.
En 1942, firmó un contrato con Universal Studios, que capitalizó su apellido Barrymore con una facturación importante gracias a una campaña de promoción como "Personalidad nueva de la pantalla de 1942 más sensacional". Sin embargo, el alcohol y los fármacos que ya consumía en exceso le hicieron surgir varios problemas, sumándoseles las publicidades negativas de los principales medios de comunicación que mancharon aún más su figura pública, como lo hizo la revista "Collier semanal", escribiendo sobre su nociva conducta en un artículo titulado "The Brat Barrymore". Después de menos de tres años en Hollywood, y seis importantes papeles en el cine en Universal, los problemas personales de la actriz terminaron prematuramente su carrera en el cine.
Una de las cuestiones por la que su carrera decayó fue por haberse negado a trabajar en una película con Abbott y Costello ofrecida por la Universal, por lo que fue suspendida durante 6 meses. Luego de ello, al regresar de un viaje, ya solo le ofrecían papeles secundarios y sin mucha trascendencia.

### Filmografía
- 1941: Manpower
- 1942: Nightmare .......... Leslie Stafford
- 1942: Between Us Girls ......... Caroline 'Carrie' Bishop
- 1942: Eagle Squadron ............ Anne Partridge
- 1943: Fired Wife ........... Eve Starr
- 1943: Frontier Badmen .......... Claire
- 1944: The Adventures of Mark Twain
- 1944: Ladies Courageous .......... Nadine Shannon
- 1950: Dead on Arrival ............. Mujer que inspeccionaba dentro del Hotel
- 1951: The Mob

### Televisión
- Hollywood Canteen (1944) (anfitriona)
- The Diana Barrymore Show (1949) (cancelado ya que nunca se presentó)
- Toast of the Town (1949)
- The Ed Sullivan Show (? 1950)
- The Mike Wallace Interview (1957)
- New York Noir (1957)
- Irv Kupcinet Show (1959)

En 1945 le ofrecieron 1000 dólares por semana para estar en la NBC para el programa de radio de Jack Carson.

### Teatro
- 1940: Outward Bound en el Teatro Harris en Chicago
- 1940: Romantic Sr. Dickens como Caroline Bronson en Broadway
- 1952:Los Nudies -Cuties
- 1954: Tops Pijama

Hizo varias representaciones teatrales en el Teatro Princesa en Melbourne en 1951, junto a su tercer marido.

### Etapa como escritora
En 1957, publicó su autobiografía titulada Too Much, Too Soon ("Demasiado pronto Para vivir"), escrita junto con Gerold Frank , que incluía su retrato pintado por Spurgeon Tucker. Esta obra fue llevada al cine en 1958 por Warner Bros. con el mismo título y protagonizada por Dorothy Malone como Barrymore y Errol Flynn como su padre.

## Vida privada
Diana se casó tres veces, primero con el actor Bramwell Fletcher desde 1942 hasta 1947, quien era 17 años mayor que ella. Luego se casó en 1947 con el tenista John Howard, del que se separó seis meses después. Su último matrimonio fue con el guapo pero maltratador Robert Wilcox, un actor de películas de serie "B" que estuvo a punto de matarla a golpes en uno de sus ataques violentos tras enterarse de un romance que ella tuvo con Tom Farrell. Su matrimonio concluyó cuando Wilcox falleció de un ataque al corazón mientras viajaba en un tren en 1955, a la edad de 45 años.

## Tragedias y suicidio
Luego de la muerte de su padre en 1942 debido a una cirrosis alcohólica, la vida de Barrymore se convirtió en una serie de desastres relacionados con el alcohol y las drogas y marcados por episodios de severa depresión que dieron lugar a varios intentos suicidas y prolongados internamientos en sanatorios. A veces aparecía en el escenario ebria y ella misma se autocritica en su autobiografía:

Estaba borracha, me tambaleaba en el escenario y todo el mundo lo veía. Me sentía como una corista en un burlesque de quinta categoría. ¿Diana, qué bajo puedes caer para vender el apellido Barrymore tan barato, actuando como una fulana abofeteable en un garito de tres al cuarto?

A esto se le suma los grandes problemas económicos que tuvo al malgastar sus ganancias adquiridas gracias al cine ($ 250.000), a la herencia de su padre y a la herencia que le había dejado su medio hermano Robin al fallecer (casi 50.000 dólares). Cuando su madre murió en 1950, ella se quedó con casi nada de la extensa fortuna de la familia.
En 1955, y tras tres matrimonios abusivos y malogrados, se internó para rehabilitación en el Hospital Towns de Nueva York durante 8 semanas, en la que recibió tratamiento para su alcoholismo y dependencia hacia los barbitúricos.
Diana Barrymore se suicidó el 25 de enero de 1960, tras tomarse una sobredosis de pastillas para dormir mezcladas con alcohol. Sus restos mortales fueron enterrados en el cementerio de Woodlawn en el Bronx, Nueva York, junto a su madre. Ya en su polémico libro lo había anticipado con su frase: "Tanto se ha soñado, tan poco se ha hecho, no había tanta promesa y tanto desperdicio". Tenía 38 años.